# Kanton Loulay
Loulay is een voormalig kanton van het Franse departement Charente-Maritime. Het kanton maakte deel uit van het arrondissement Saint-Jean-d'Angély. Het werd opgeheven bij decreet van 27 februari 2014, met uitwerking op 22 maart 2015.

## Gemeenten
Het kanton Loulay omvatte de volgende gemeenten:
- Bernay-Saint-Martin
- Coivert
- Courant
- La Croix-Comtesse
- Dœuil-sur-le-Mignon
- La Jarrie-Audouin
- Loulay (hoofdplaats)
- Lozay
- Migré
- Saint-Félix
- Saint-Martial
- Saint-Pierre-de-l'Isle
- Saint-Séverin-sur-Boutonne
- Vergné
- Villeneuve-la-Comtesse